# Eupithecia angulata
Eupithecia angulata är en fjärilsart som beskrevs av Fletcher 1951. Eupithecia angulata ingår i släktet Eupithecia och familjen mätare. Inga underarter finns listade i Catalogue of Life.